# Bangor (New York)
Bangor è un comune (town) degli Stati Uniti d'America della contea di Franklin nello Stato di New York. La popolazione era di 2 224 abitanti al censimento del 2010. Il comune deve il suo nome all'omonima città nel Galles.
È un comune dell'entroterra della contea, situato ad ovest di Malone.

## Geografia fisica
Secondo lo United States Census Bureau, ha un'area totale di 43,12 mi² (111,68 km²). Il comune è bagnato dal fiume Little Salmon e dai suoi affluenti, tutta la parte versante del fiume San Lorenzo.
Il comune di Bangor si trova nella parte nord-occidentale della contea di Franklin, confina con Fort Covington e Westville a nord, Malone ad est, Brandon a sud, Dickinson all'angolo sud-ovest di Bangor, Moira ad ovest, e Bombay all'angolo nord-ovest di Bangor. 
La U.S. Route 11 e la New York State Route 11B sono importanti autostrade est-ovest che attraversano il comune.

## Storia
Il primo insediamento risale intorno al 1806. Il comune di Bangor fu organizzato per distacco dal comune di Dickinson nel 1812. Il comune perse una parte del suo territorio a causa della fondazione del comune di Brandon nel 1828.

## Società

### Evoluzione demografica
Secondo il censimento del 2010, la popolazione era di 2 224 abitanti.

### Etnie e minoranze straniere
Secondo il censimento del 2010, la composizione etnica della città era formata dal 97,4% di bianchi, lo 0,3% di afroamericani, lo 0,5% di nativi americani, lo 0,1% di asiatici, lo 0,0% di oceanici, lo 0,2% di altre razze, e l'1,4% di due o più etnie. Ispanici o latinos di qualunque razza erano lo 0,9% della popolazione.